# Cornelius von Berenberg-Gossler
Cornelius von Berenberg-Gossler (1874 – 1953) foi um banqueiro alemão, membro da ilustre dinastia bancária Berenberg-Gossler e proprietário e chefe do Berenberg Bank desde 1913. Ele se retirou da administração ativa do banco em 1932.
Nascido como Cornelius Gossler, ele era filho de Johann Berenberg Gossler (que mais tarde foi enobrecido como Barão von Berenberg-Gossler) e irmão do senador e embaixador John von Berenberg-Gossler. Através de sua avó americana, ele era descendente de Samuel Eliot. Embora ele fosse o irmão mais novo, a liderança do Berenberg Bank e o título do Baronial passaram para ele, pois seu irmão mais velho, John, escolheu se tornar um político contra o desejo de seu pai. Ele foi casado com Nadia von Oesterreich (1887–1962), filha de Constantin von Oesterreich, membro de uma família de comerciantes e bancários em Hamburgo, originalmente de São Petersburgo, na Rússia. Eles foram os pais do barão Heinrich von Berenberg-Gossler.
Cornelius von Berenberg-Gossler era um oponente declarado do regime nazista e procurou, com determinação, ajudar amigos e associados judeus a manter seus bens sob a pressão da arianização, solicitou sua libertação quando presos e acabou ajudando-os a deixar o país. Em 1939, ele garantiu a libertação de Fritz Warburg.
Foi membro do conselho de administração da Deutsche Warentreuhand, fundado em 1920 por Max Warburg e Paul von Mendelssohn-Bartholdy da Mendelssohn & Co. Ele também foi presidente do conselho de administração da Universitäts-Gesellschaft Hamburg.